# Florellaceae
Famille
Les Florellaceae sont une famille d'algues de l'embranchement des Bacillariophyta (Diatomées), de la classe des Bacillariophyceae et de l’ordre des Striatellales.

## Étymologie
Le nom de la famille vient du genre type Florella, composé du préfixe latin flor‑, fleur, et du suffixe latin ‑ella, petite. La motivation de cette appellation « petite fleur » n'a semble-t-il pas été explicité par l'auteur.

## Description
Le genre type Florella présente des frustules faiblement siliceuses réunies en chaînes en zigzag. En vue de ceinture, les frustules sont en forme de rectangles aux coins arrondis. Des stries ponctuées rayonnent au centre des valves et deviennent divergentes près des sommets. Les stries sont en rangées parallèles et régulières sur le manteau de la valve. Aucun processus labial (y compris les rimoportules) ou champs de pores d'aucune sorte. Le cingulum est constitué de plusieurs bandes ouvertes avec des ligules et des antiligules opposées. Les septa sont situés sur le bord advalvar interne de chaque bande. Le noyau et les chloroplastes sont en position centrale.

## Distribution
Les Florella sont des diatomées communes dans le plancton néritique de l'île de Porto Rico donnant son épithète spécifique à l'espèce Florella portoricensis décrite en 1982. En 2002, elle a aussi été décrite dans les eaux de l'île de Pâques donnant son épithète spécifique à l'espèce Florella pascuensis. 
Enfin en 2021, deux Striatella (de la famille des Striatellaceae), découvertes au Honduras, ont été renommées comme des Florella, Florella intermedia et Florella lindigiana.

## Liste des genres
Selon AlgaeBase (8 juin 2022) :
- Florella J.N.Navarro, 1982

## Systématique
La famille des Florellaceae a été créée en 1996 par le botaniste et phycologue chilien J. Nelson Navarro (d),. L'auteur a observé des différentes suffisantes par rapport aux Striatellaceae pour proposer la création de cette nouvelle famille.

## Publication originale
- (en) J. Nelson Navarro, « New observations on the Araphid Marine Diatom Florella portoricensis (Florellaceae fam. nov.) », Diatom Research, Taylor & Francis, vol. 11, no 2,‎ novembre 1996, p. 297-304 (ISSN 0269-249X et 2159-8347, DOI 10.1080/0269249X.1996.9705386, lire en ligne).